# Pfarrkirche Mariä Himmelfahrt (Terlan)

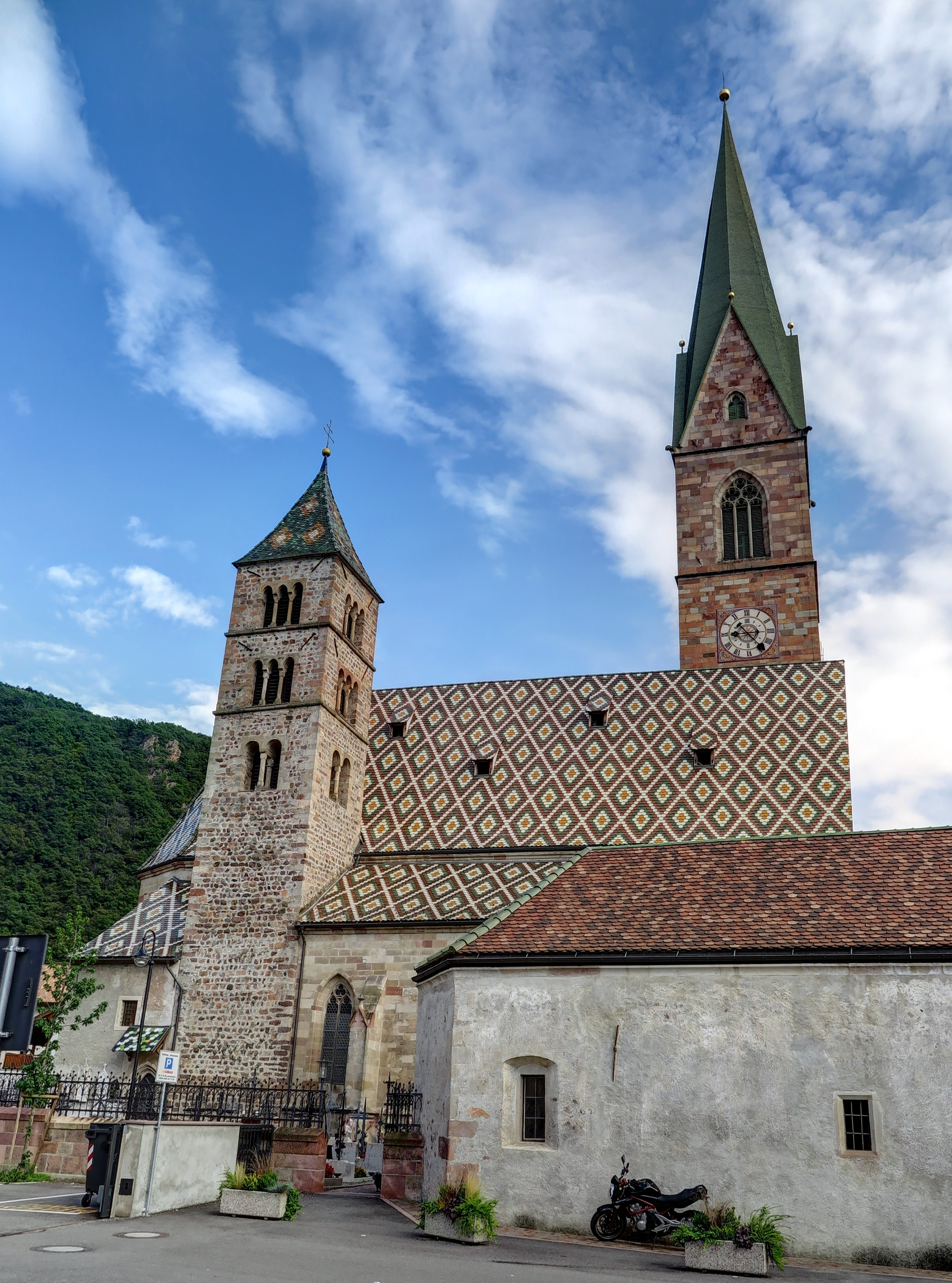
Pfarrkirche Mariä Himmelfahrt in Terlan von Norden. Rechts im Vordergrund die Friedhofskapelle St. Michael.

Die Pfarrkirche Mariä Himmelfahrt in Terlan (auch Pfarrkirche zu Unserer Lieben Frau) ist ein römisch-katholischer Kirchenbau im Südtiroler Etschtal zwischen Bozen und Meran gelegen. Das Innere der Kirche birgt einen überregional bedeutenden Freskenschatz, der von der Fläche her der größte in einer Tiroler Landkirche ist. Der 76 Meter hohe Pfarrkirchturm gehört zu den Wahrzeichen der Gemeinde.

## Geschichte

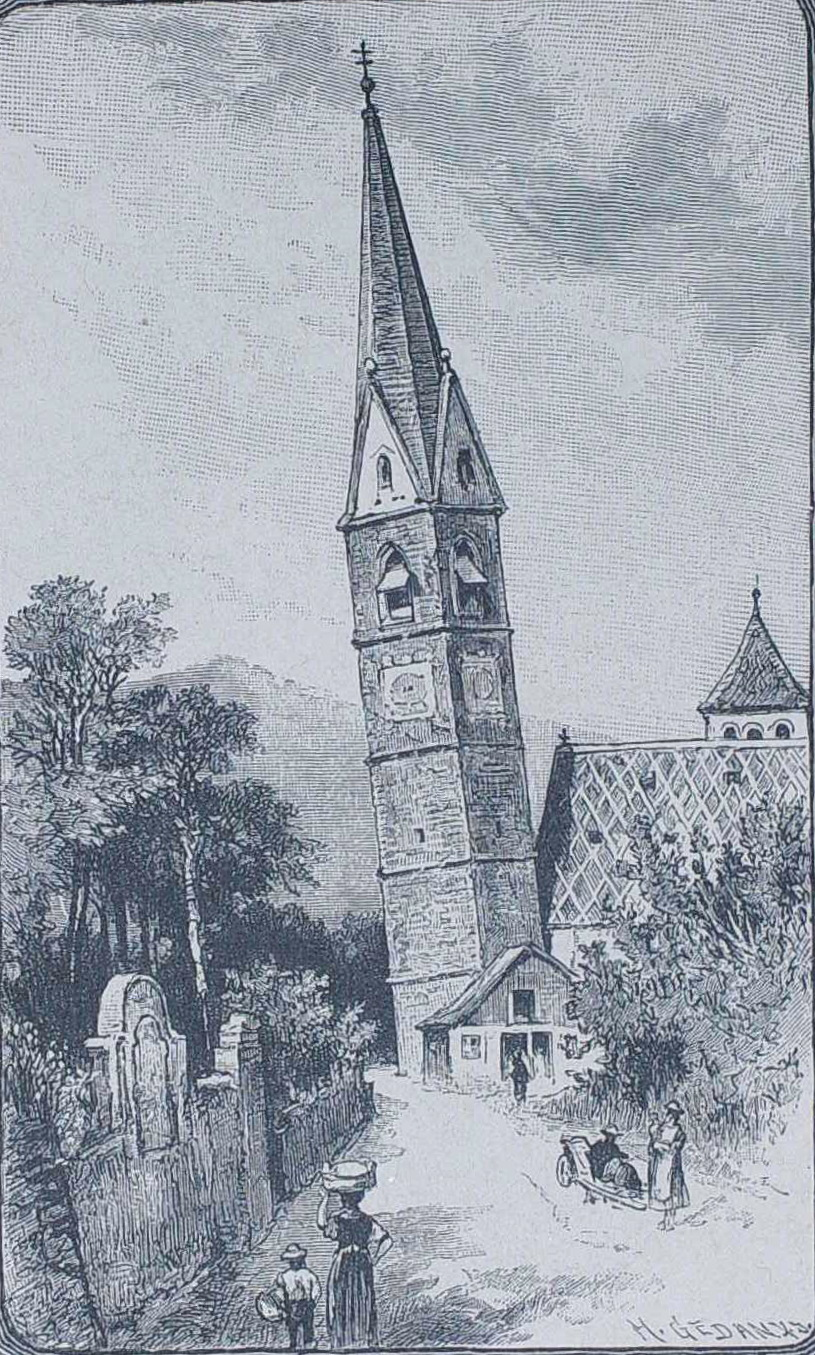
Ansicht der Pfarrkirche vor dem Neubau des Turmes (1884)

An der Stelle der heutigen Kirche stand bereits ein romanischer Vorgängerbau, der 1206 erstmals urkundlich erwähnt wird. Von diesem hat sich noch der Glockenturm an der Nordseite des heutigen Langhauses erhalten. Bei Grabungsarbeiten im Jahr 1999 wurden Reste der Fundamente dieser Kirche entdeckt.
Im 14. Jahrhundert wurde mit dem Neubau der heutigen gotischen Pfarrkirche begonnen. Dieser ist wohl mit einem wirtschaftlichen Aufschwung des Ortes in Verbindung zu bringen, mit dem zunehmender Wohlstand und ein Bevölkerungswachstum einhergingen. So begann zu dieser Zeit der Abbau der örtlichen Silbervorkommen und die Familie derer von Niedertor, welche die Pfarrkirche zu ihrer Begräbnisstätte erkor, ließ sich um 1382 in der oberhalb von Terlan gelegenen Burg Neuhaus nieder.
Im Jahr 1363 wurde im Chorraum der Kirche ein Geistlicher mit dem Namen Heinrich beerdigt, daher muss der Chor zu diesem Zeitpunkt bereits fertiggestellt gewesen sein. Das Langhaus war zu Beginn des 15. Jahrhunderts vollendet. Der frei stehende gotische Glockenturm wurde um 1530 errichtet.
Geweiht wurde die Kirche an einem 1. Mai, dem Fest der heiligen Philippus und Jakobus der Jüngere; das genaue Jahr der Weihe ist unbekannt. Das heutige Patrozinium der Kirche – Mariä Himmelfahrt – ist erst seit 1698 beurkundet.
Das umfangreiche Kirchenvermögen wurde in Terlan von Laien, den sogenannten Kirchpröpsten, im Auftrag der örtlichen Gemeinschaft verwaltet. Als solche Vertreter der Ortsgemeinde traten beispielsweise im Jahr 1413 „Cristan der Linger“ und „Ulreich der Posch“ in Erscheinung, die in den Urkunden als „zwain kirchbrästen der lieben ünser frawen ze Toerlan“ bezeichnet werden. Als Inhaber der Terlaner Kaplanei ist 1513 Leonhard Textor aus Augsburg bezeugt, dem diese Funktion vom Domkapitel Trient aufgrund des Präsentationsrechts der Herren von Niedertor verliehen wurde.
An die Nordseite des Chores wurde bei einem Umbau im 17. Jahrhundert die zweigeschossige Sakristei angefügt. Um 1707 fand eine Aufschüttung des von den Überschwemmungen der Etsch bedrohten Terrains des Friedhofs statt. Von 1822 bis 1824 wurde auch der Fußboden des Kircheninnenraumes um 0,75 Meter erhöht, wobei der alte Triumphbogen zwischen Chor und Hauptschiff herausgebrochen und ein neues Portal an der Südseite der Kirche geschaffen wurde.
Aufgrund von Feuchtigkeitsschäden in den Fundamenten neigte sich der spätgotische Glockenturm im Laufe der Zeit stark nach Westen, weswegen er auch als „schiefer Turm von Terlan“ bezeichnet wurde. Die Schräglage des Turmes war auch Inhalt einer lokalen Sage: Es heißt, der Turm habe sich einst vor einer reinen Jungfrau verneigt und würde sich erst wieder aufrichten, wenn eine weitere an ihm vorbeiginge. Da gegen Ende des späten 19. Jahrhunderts Einsturzgefahr bestand, wurde der Turm auf Verordnung der Regierung im Jahr 1881 abgetragen, und bis 1893 nach Plänen des Wiener Dombaumeisters Friedrich von Schmidt aus dem alten Material neu errichtet. Auf von Schmidts Pläne geht auch das heutige Erscheinungsbild des Kirchendaches mit den farbig glasierten Ziegeln in Rautenmuster zurück. In ähnlicher Weise war das Dach jedoch bereits seit dem späten 15. Jahrhundert gedeckt.
Bei Restaurierungen im 20. Jahrhundert wurde der Fußboden der Kirche wieder abgesenkt; von 1995 bis 1996 wurden der Pfarrturm und das Dach der Kirche aufwendig instand gesetzt.

## Beschreibung

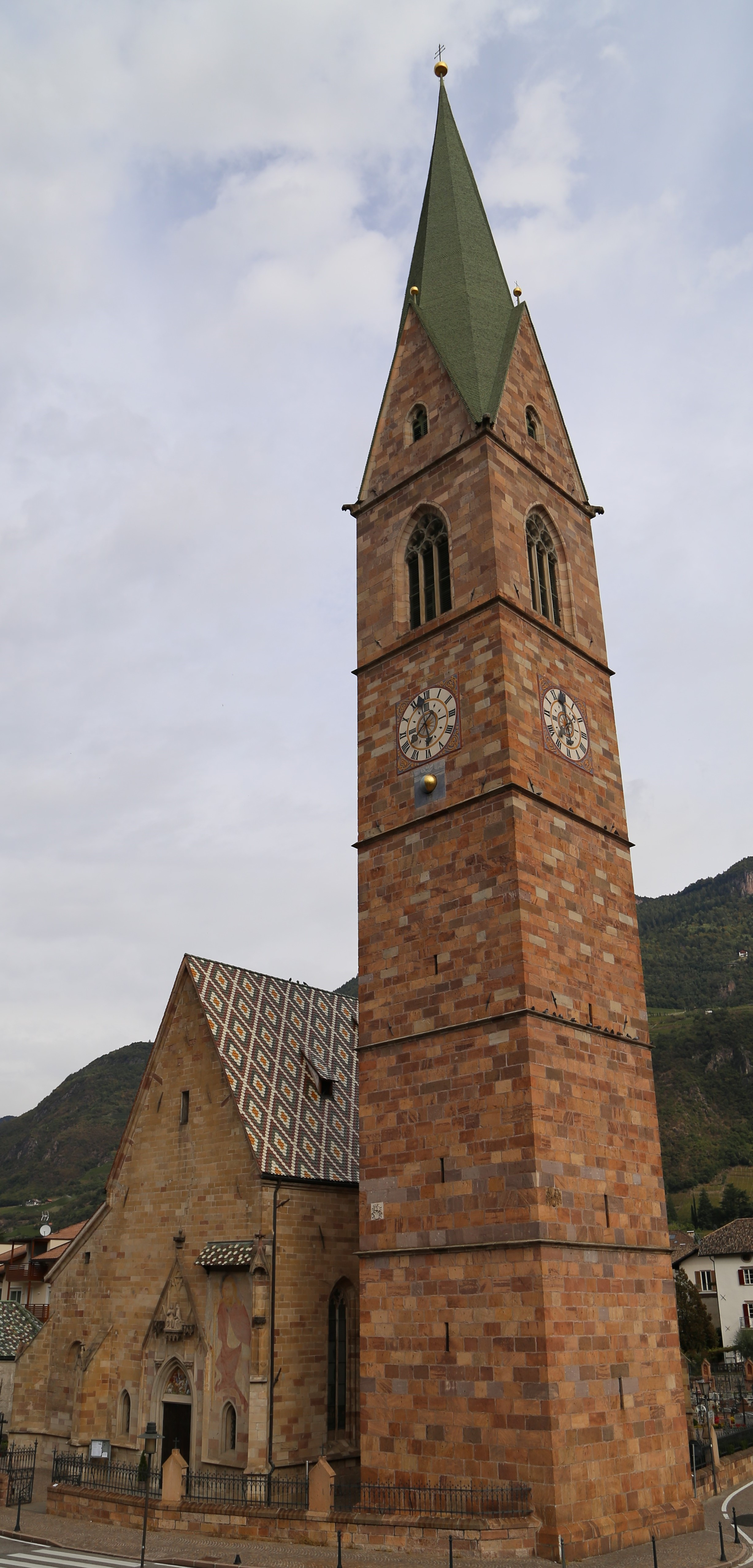
Spätgotischer Turm und Westfassade der Kirche

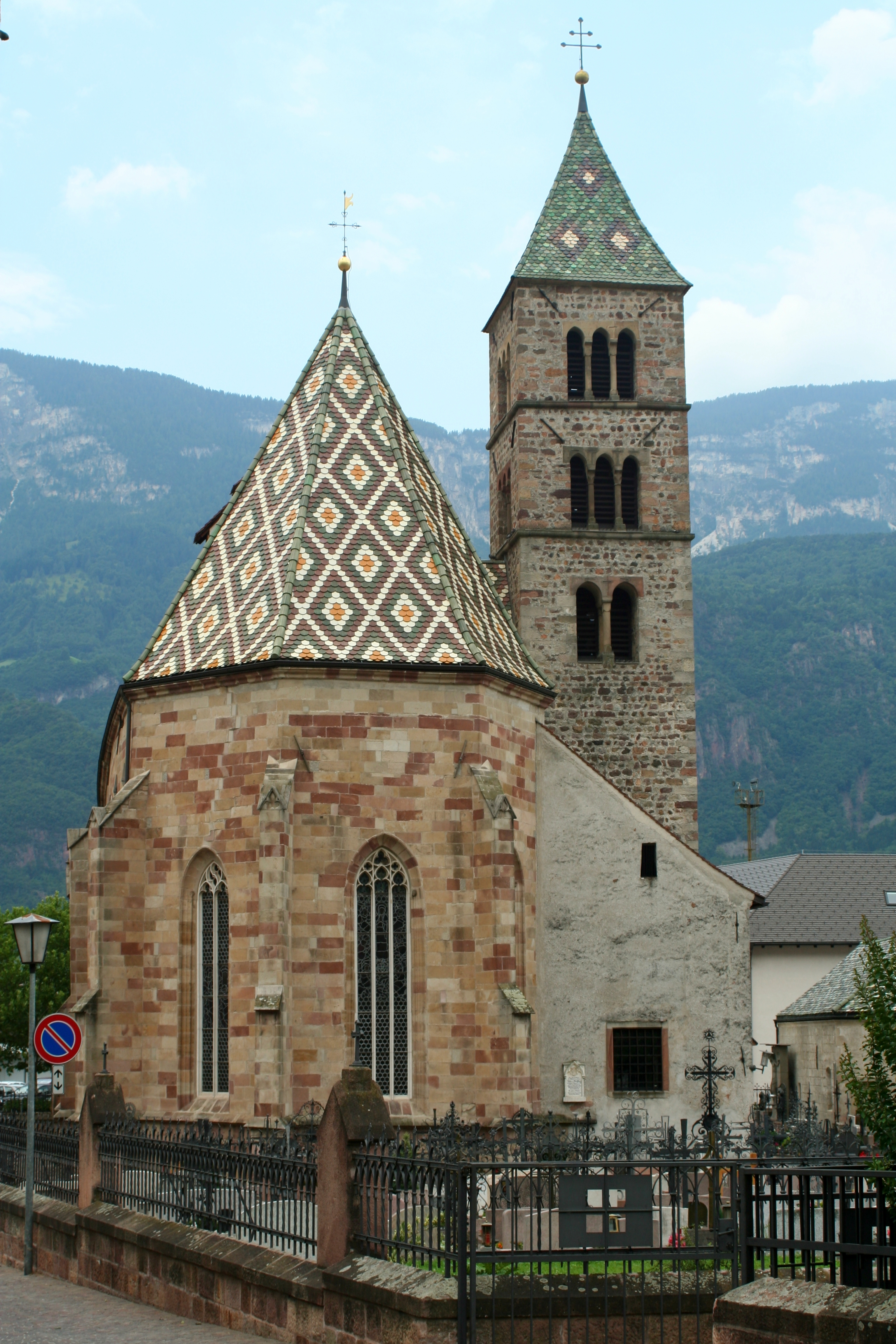
Kirche von Osten mit Chorpolygon, Sakristei und romanischem Turm

### Türme
Der frei stehende spätgotische Glockenturm der Pfarrkirche geht auf die erste Hälfte des 16. Jahrhunderts zurück und ist mit seinen 76 Metern Höhe weithin sichtbar. Bei den Maßnahmen unter Friedrich von Schmidt im späten 19. Jahrhundert wurde der Turm aus dem originalen Baumaterial neu errichtet, sodass das ursprüngliche Erscheinungsbild weitestgehend erhalten geblieben ist.
Durch umlaufende Kaffgesimse wird der Turm in fünf Geschosse gegliedert. Am vierten Geschoss sind die Ziffernblätter der Turmuhr angebracht, wobei sich unter dem westlichen Ziffernblatt eine Anzeige für die Mondphasen befindet. Das fünfte Geschoss mit seinen großen dreibahnigen Maßwerkfenstern beherbergt die Glockenstube. Oberhalb davon schließt das Mauerwerk des Turmes mit spitzen Dreiecksgiebeln ab, welche den Übergang zum spitzen achteckigen Turmhelm bilden.
Im unteren Bereich des zweiten Geschosses ist an der Westseite das Wappen von Sigismund von Niedertor, an der Südseite auf gleicher Höhe jenes von Widmann zu Staffelfeld-Ulmburg angebracht. Der Eingang des Turmes befindet sich an der Ostseite.
An der Nordseite des Kirchenschiffes hat sich der romanische Turm der Vorgängerkirche weitgehend im Originalzustand erhalten. Er wurde gegen 1300 errichtet und nach dem Abriss der alten Kirche in den gotischen Neubau integriert. Bis zum Bau des großen Turmes übernahm er vermutlich die Funktion des Glockenturmes. Im oberen Bereich bildet der Turm drei Geschosse aus, in denen sich romanische Schallfenster befinden. Sie sind als Bi- und Triforien angelegt. Bekrönt wird der Turm durch einen Helm in Pyramidenform, der, wie auch die Dächer von Kirche und spätgotischem Turm, mit farbig glasierten Ziegeln gedeckt ist.

### Langhaus und Chor
Das Kirchengebäude ist als zweischiffige Staffelhalle mit lang gestrecktem Chor angelegt. Nördlich neben dem breiten zweijöchigen Hauptschiff befindet sich ein schmaleres Seitenschiff, welches im Osten in einem kleinen Kapellenraum mit querrechteckigem Grundriss abschließt. Das Hauptschiff geht im Osten in den Chorraum über, der in drei Joche gegliedert ist und in einem unregelmäßigen Fünfachtelschluss mündet. Hauptschiff und Chor sind mit einem Satteldach gedeckt, das Seitenschiff besitzt ein eigenes Pultdach.
Die Außenwände der aus verschiedenfarbigem Sandstein errichteten Kirche werden durch ein umlaufendes Gesims und Strebepfeiler gegliedert. Von den Strebepfeilern weisen die beiden an der Südseite des Hauptschiffes in ihrem oberen Bereich Tabernakel auf, die wohl zur Aufstellung von Figuren gedacht gewesen sind. Das Maßwerk in den Fenstern ist zum Großteil neugotisch.
An der Westseite der Kirche befindet sich das Hauptportal. In dessen Tympanon ist ein historistisches Mosaik angebracht, welches Moses vor dem brennenden Dornbusch zeigt, aus dem Gottvater zu ihm spricht: „Ziehe deine Schuhe aus, denn dieser Ort ist heilig“ (Ex 3,5 ). Das Portal ist von einem spitzen Wimperg überfangen, in dessen Zentrum eine gotische Marienkrönungsgruppe aus Terrakotta angebracht ist. Sie wurde im 14. Jahrhundert vom Veroneser Bildhauer Giovanni di Rigino geschaffen. Um die wertvollen Skulpturen vor der Witterung zu schützen, wurden sie in jüngerer Zeit durch Kopien ersetzt und die Originale im Seitenschiff aufgestellt.
Rechts neben dem Hauptportal befindet sich ein monumentales Fresko des hl. Christophorus aus dem späten 15. Jahrhundert.

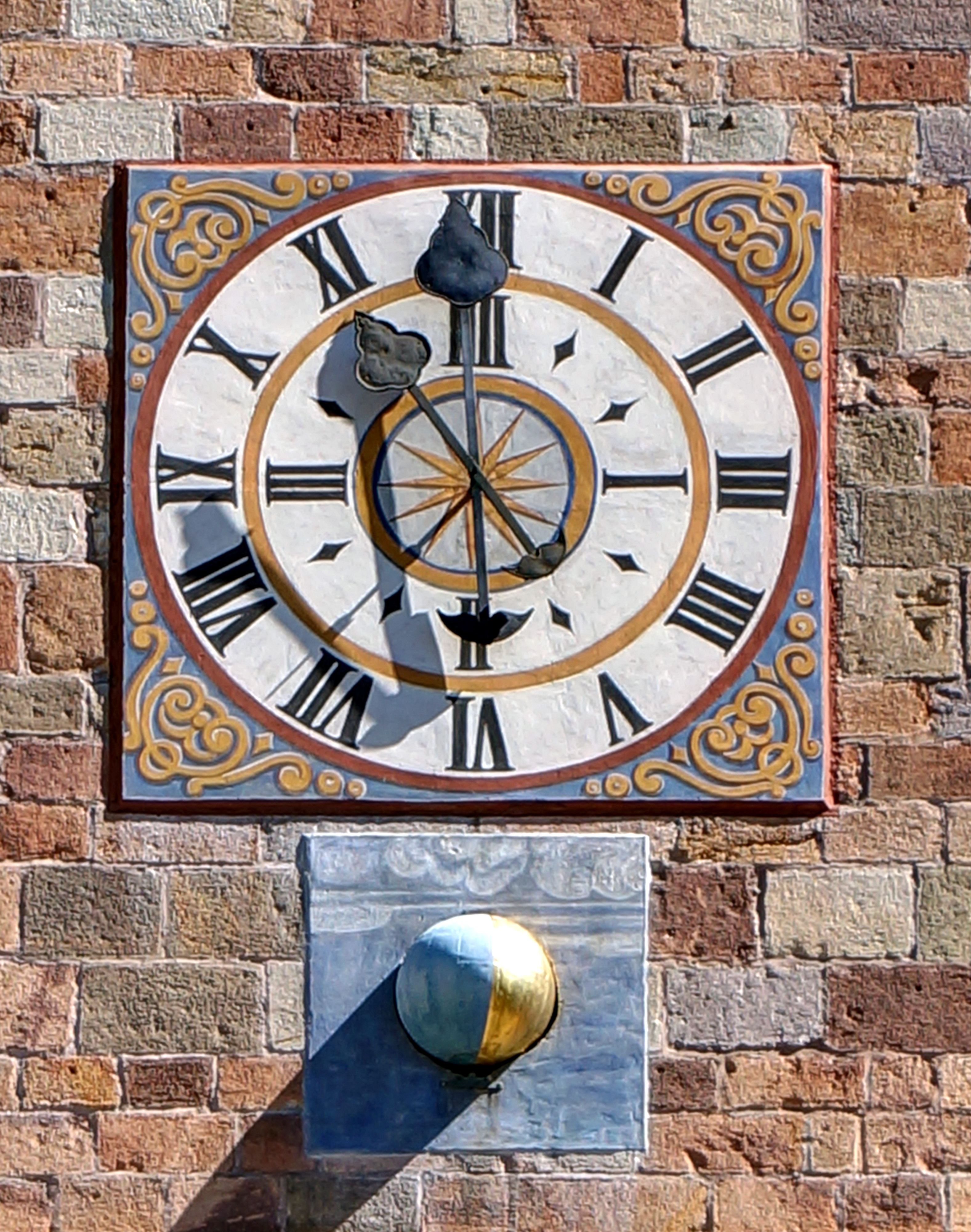
Turmuhr an der Westseite des spätgotischen Pfarrturmes
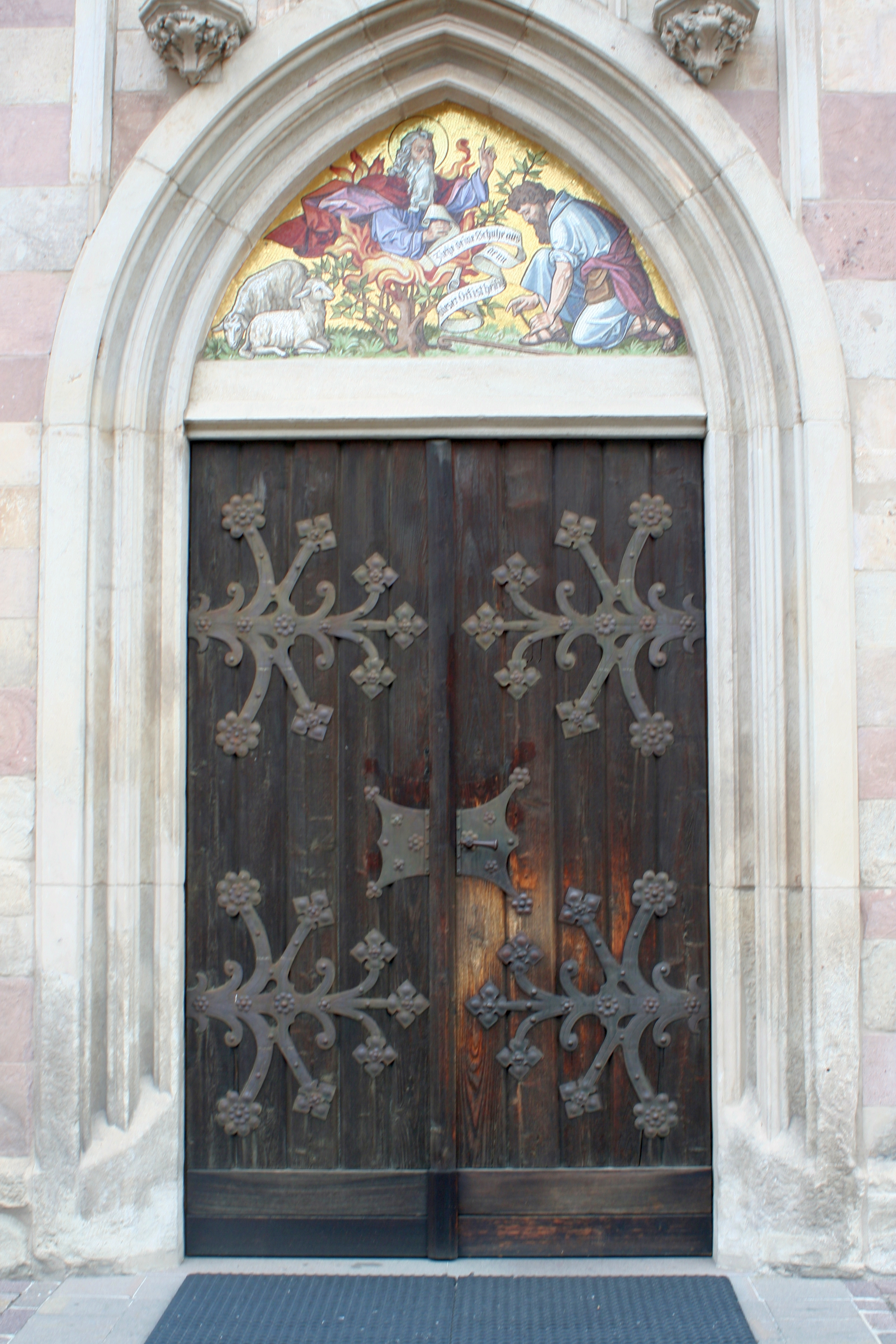
Westportal der Kirche
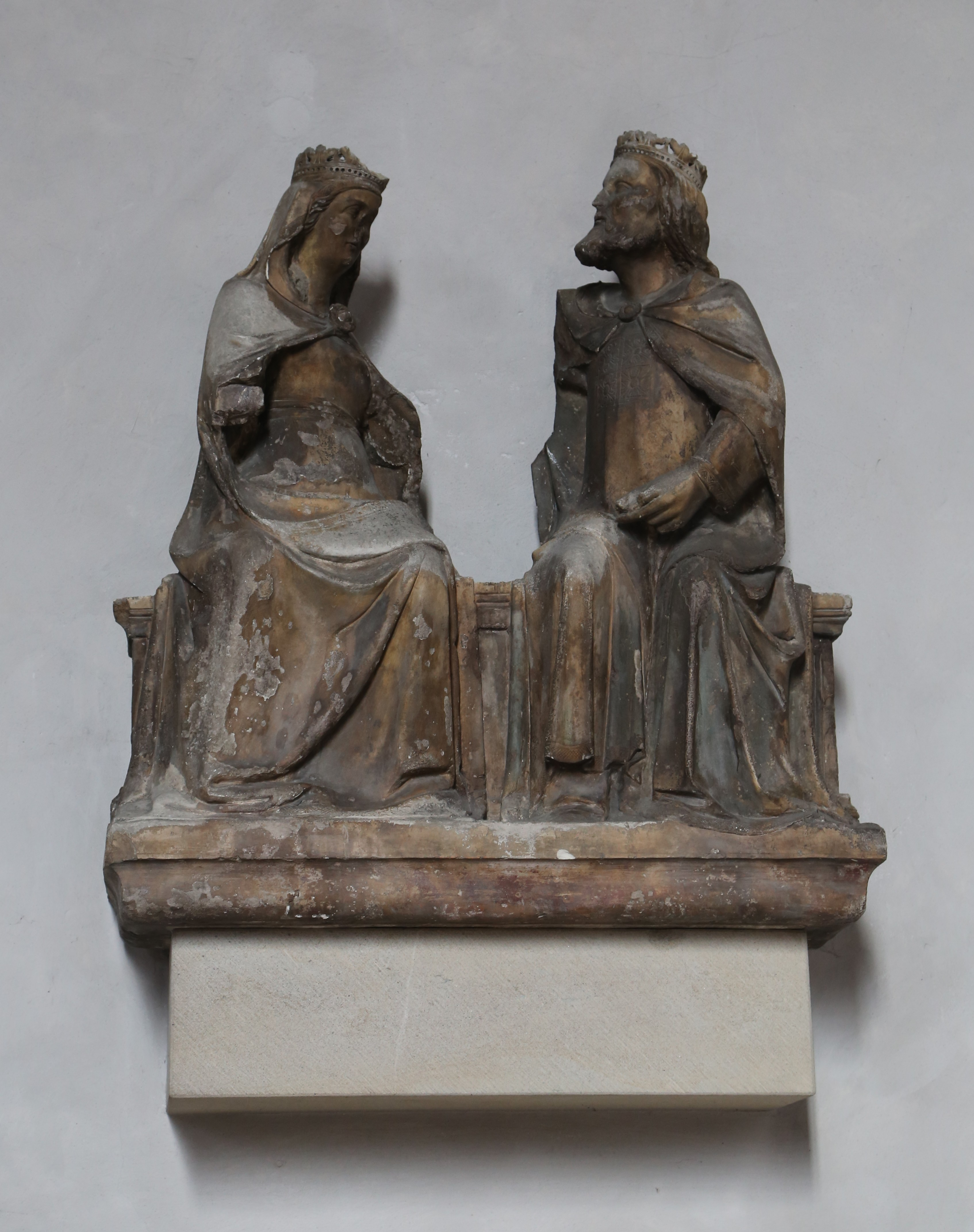
Gotische Figurengruppe der Marienkrönung im Seitenschiff

## Ausstattung

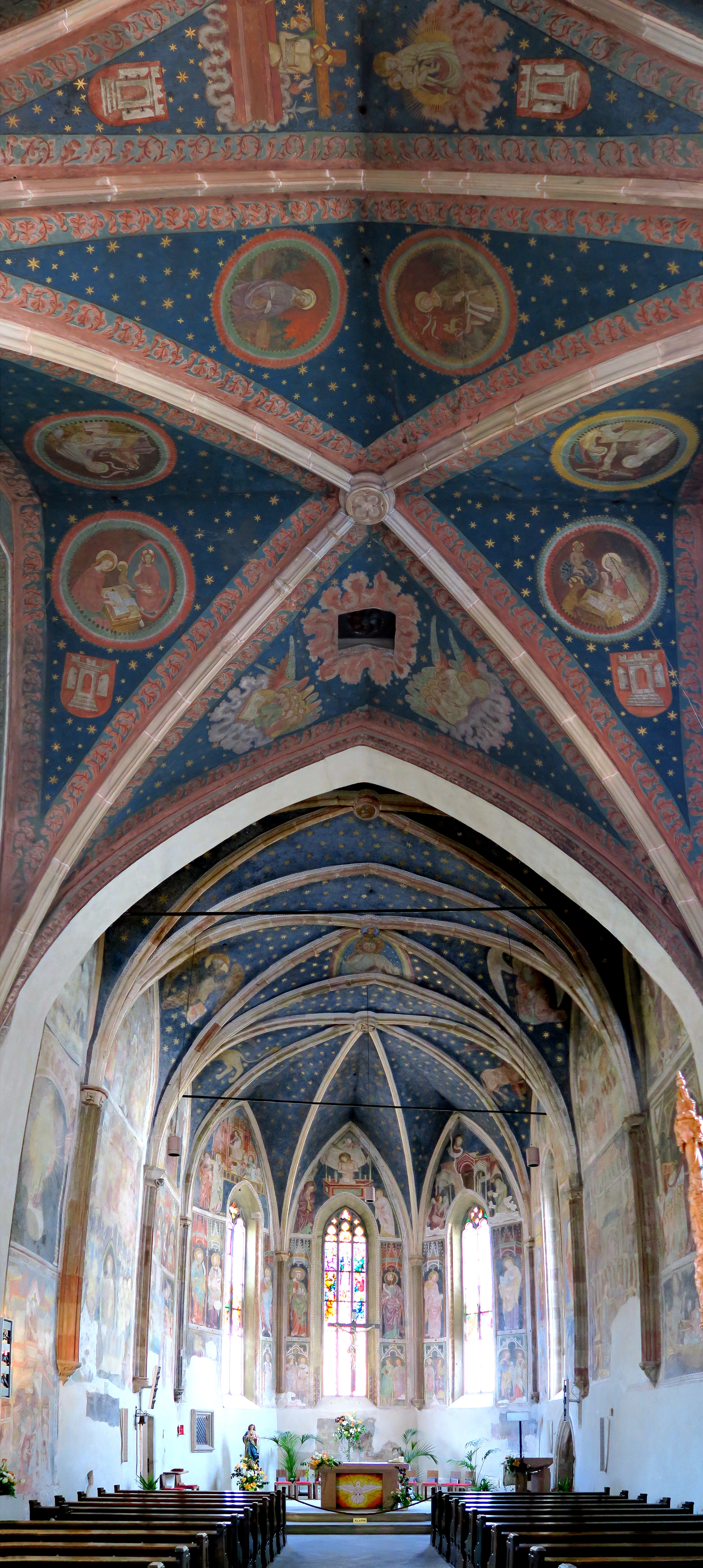
Innenraum der Kirche gen Osten

### Fresken

#### Chorraum
Die Fresken im Chor der Pfarrkirche entstanden in zwei Arbeitsphasen.
Aus der ersten Phase, kurz nach der Fertigstellung des Chorraumes (um 1367), stammen die nur noch fragmentarisch erhaltenen Bildnisse der zwölf Apostel unterhalb der Fenster des Chorabschlusses und der von den Evangelistensymbolen gerahmte Pantokrator in Regenbogenmandorla im Gewölbe.
Um 1390 wurden Teile des Chorraumes vom sogenannten Meister der Bozner Urbanuslegende und seiner Schule neuerlich bemalt. Das Programm dieser Bilder, die in der Tradition Giottos stehen, nimmt seinen Ausgang in der Darstellung von Christus als Schmerzensmann oberhalb des zentralen Fensters im Chorscheitel: Der seine Wunden vorweisende Christus steht in einer Grabtumba und ist seitlich von den trauernden Maria und Johannes umgeben. Im Hintergrund sind die Arma Christi zu sehen.
Rechts vom Schmerzensmann beginnt mit der Verkündigung an Maria ein Bilderzyklus mit Szenen aus dem Leben Mariens und der Kindheit Jesu. Im Uhrzeigersinn folgen die Geburt Jesu, die Verkündigung an die Hirten und die Anbetung durch die hl. drei Könige. An der gegenüberliegenden Seite, an der Nordwand des ersten Chorjoches, werden die Szenen mit der Flucht nach Ägypten fortgesetzt. Es folgen die Heimkehr aus Ägypten und eine Darstellung von Anna mit Jesus und Maria. Seinen Abschluss findet der Zyklus mit der Szene des zwölfjährigen Jesus im Tempel links vom Schmerzensmann.
Die Fenster des Chorscheitels sind durch Bildnisse von Paulus und acht der zwölf Apostel gerahmt, welche unter gotischen Baldachinen stehen. Im Register unterhalb der Apostel sind in Zweiergruppen die 14 Nothelfer dargestellt. Die vier restlichen Apostel sind in einem Bild an der Nordwand des dritten Chorjoches zusammengefasst.
Unterhalb der vier Apostel ist eine Grabtragung Mariens zu sehen, die zusammen mit dem Marientod (links von der Grabtragung) und der Marienkrönung (gegenüber vom Marientod) weitere Szenen aus dem Leben der Gottesmutter abbildet.
Rechts von der Krönung, an die Südwand des ersten Chorjoches, sind Votivbilder gemalt. Sie zeigen den hl. Nikolaus, wie er ein Schiff aus Seenot rettet (– wohl eine Bitte an den Heiligen, den Ort vor den drohenden Hochwassern der Etsch zu beschützen –) und darüber eine Schutzmantelmadonna.
Auf der gegenüberliegenden Nordseite des Joches sind Maria als apokalyptisches Weib und darunter die Heilige Sippe dargestellt.

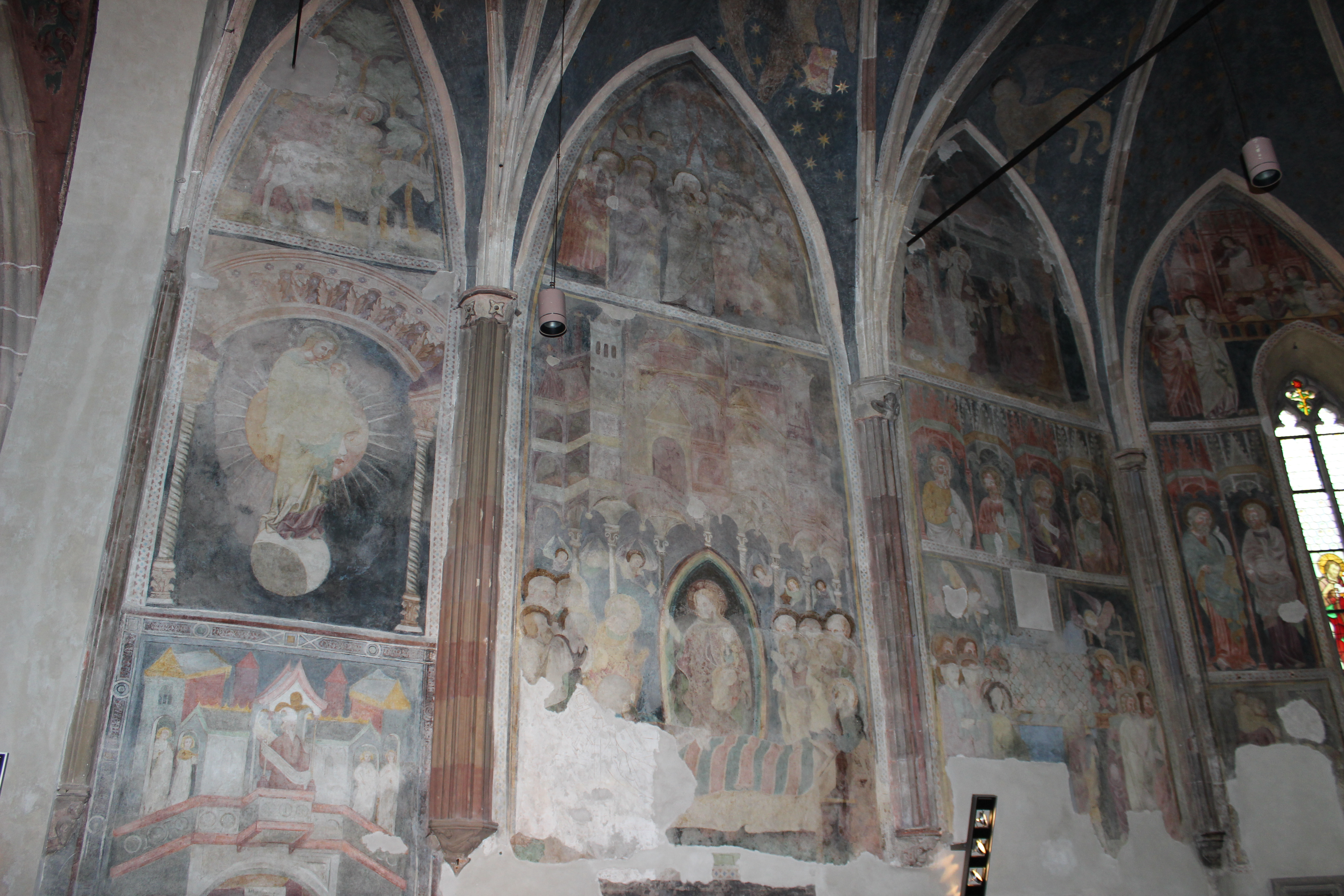
Fresken an der Chornordwand
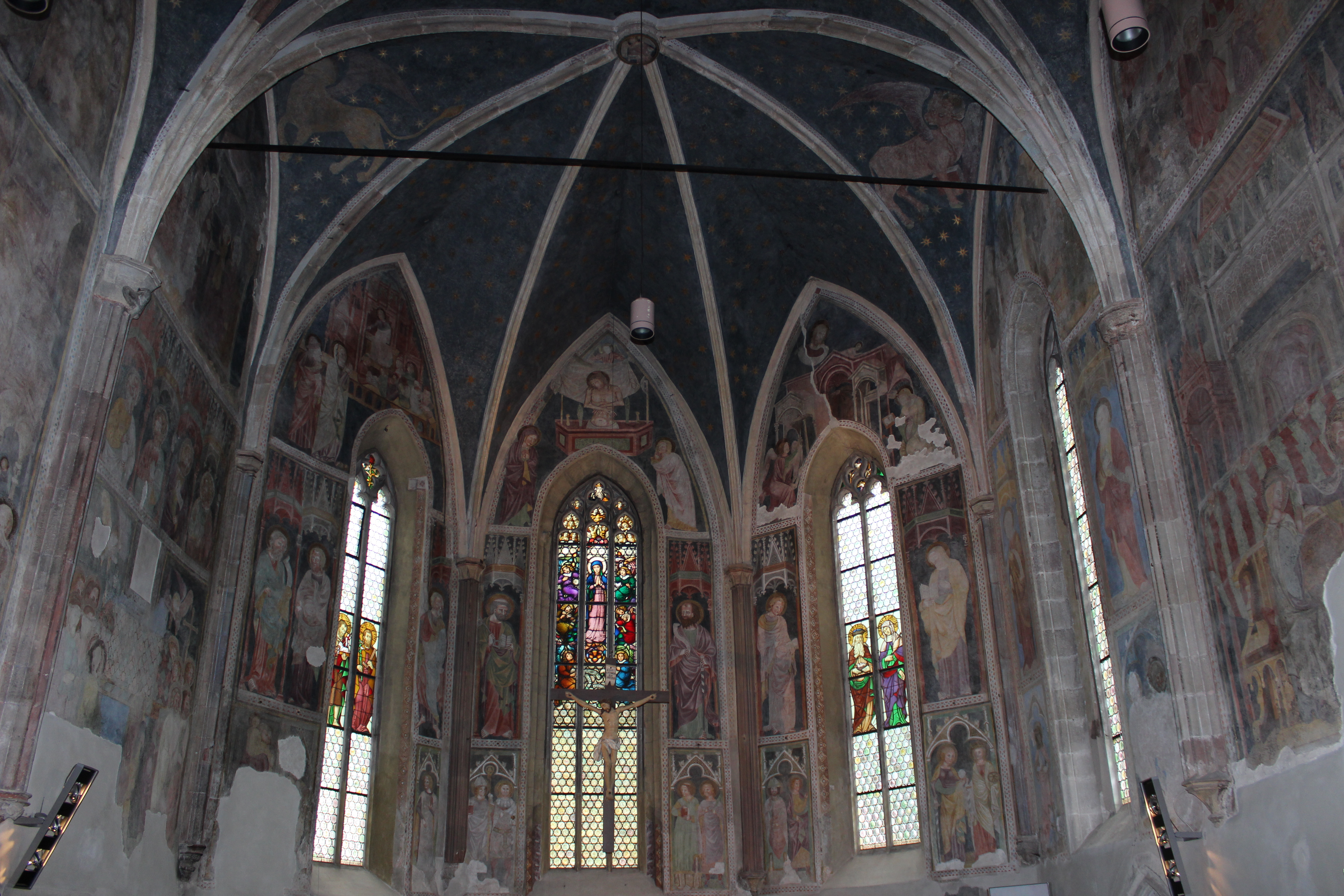
Fresken im Chorscheitel
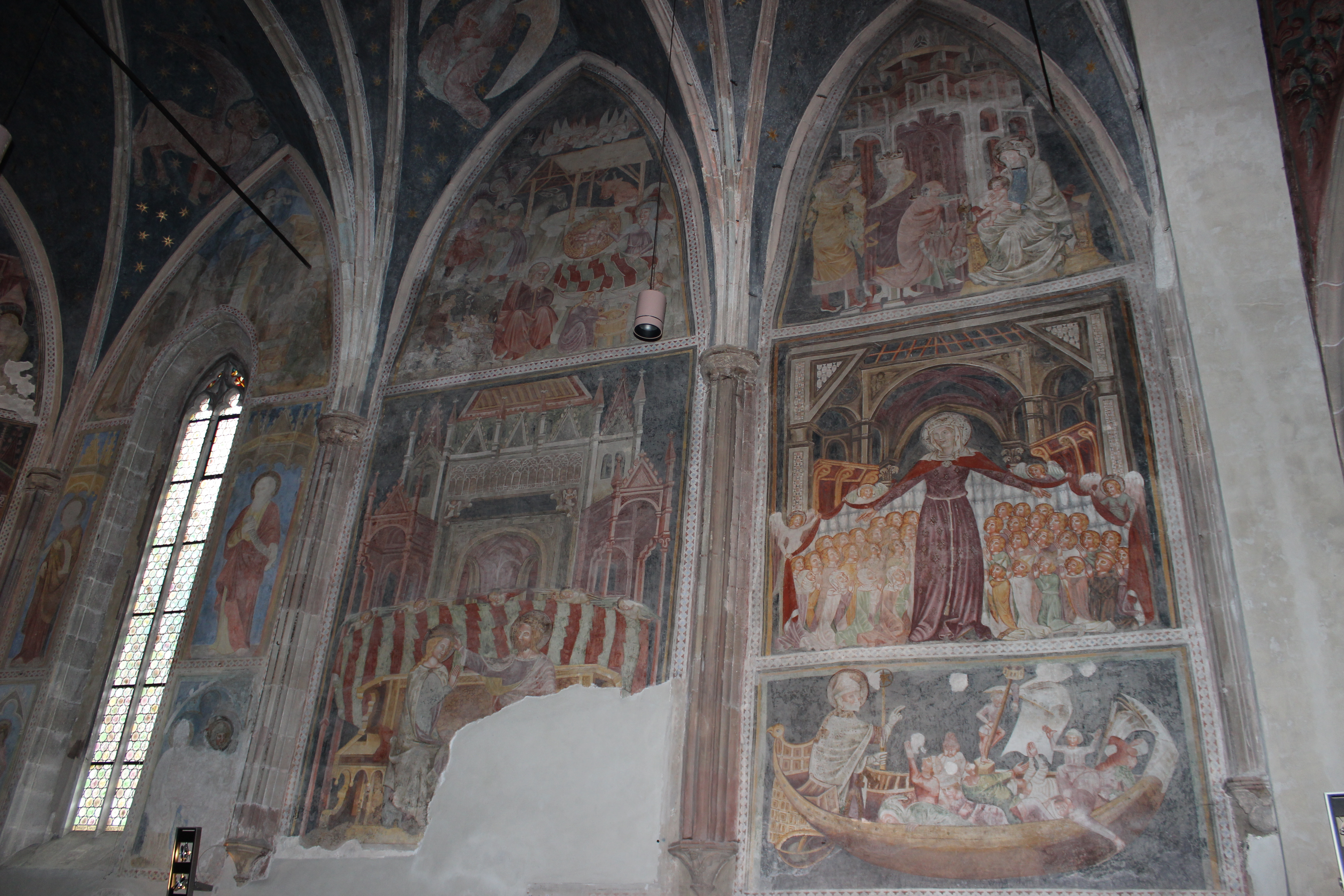
Fresken an der Chorsüdwand

#### Hauptschiff

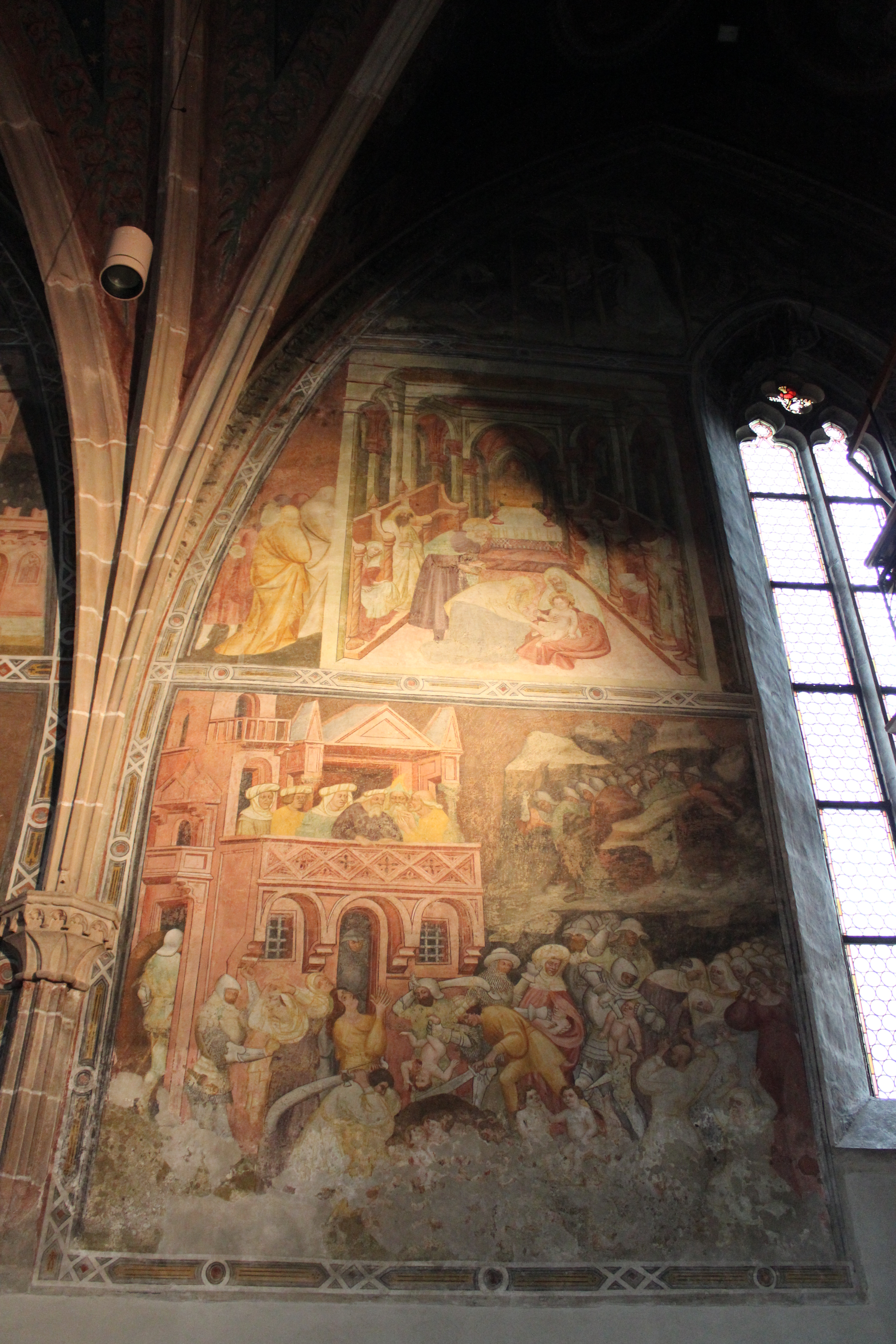
Zyklus der Kindheit Jesu, Ausschnitt mit Beschneidung Jesu (oben) und betlehemitischem Kindermord

Die Vollendung der ältesten Fresken im Hauptschiff wird durch eine lateinische Inschrift auf 1407 datiert; sie nennt Sigismund von Niedertor mit seiner Gemahlin Magaretha von Villanders als Stifter und den Bozner Hans Stotzinger als ausführenden Maler.
Von ihm und seinen Schülern stammen die Bilder auf der Südseite des Hauptschiffes, welche die Kindheitsgeschichten von Maria (zweites Joch) und von Jesus (erstes Joch) darstellen.
Der Marienzyklus hat seinen Ausgang in dem Bild unterhalb vom Gewölbeansatz des zweiten Joches, welches die Begegnung von Marias Vater Joachim mit einem Engel, sein Opfer und seinen Traum darstellt. In diesem Traum erfährt Joachim, dass er und seine Frau Anna trotz ihres hohen Alters doch noch Eltern werden. Das bewegt ihn dazu, zu Anna, die er zuvor verlassen hatte, zurückzukehren. Die Begegnung der beiden an der Goldenen Pforte bei Joachims Heimkehr ist links unterhalb des Opfers dargestellt. Rechts davon ist die Geburt von Maria, dem verheißenen Kind, zu sehen; im Register darunter die Verlobung Mariens mit Joseph von Nazareth und die Verkündigung an Maria. Letzteres Bild wurde im 19. Jahrhundert durch das Herausbrechen des Südportales stark beschädigt; ursprünglich waren dort auch die Stifter der Langhausfresken mit ihren Namenspatronen dargestellt.
Links von diesem Zyklus ist jener der Kindheit Jesu zu sehen, der auf ähnliche Weise gegliedert ist: Im oberen Bildfeld ist die Geburt Jesu und die Verkündigung an die Hirten zu sehen, darunter die Beschneidung Jesu und die Darstellung im Tempel. Das Bild links unten zeigt den betlehemitischen Kindermord.
Von Stotzinger und seinem Schüler stammen auch die Fresken im Hauptschiffgewölbe; sie zeigen Christus als Schmerzensmann und eine Maria im Strahlenkranz, umgeben von den vier lateinischen Kirchenvätern (erstes Joch) sowie die vier Evangelisten zusammen mit singenden Engeln, einer Darstellung von Maria als Schmerzensmutter und Johannes dem Täufer (zweites Joch). Zwischen den singenden Engeln befindet sich ein Heiliggeistloch.
Nicht mehr zum mittelalterlichen Freskenbestand gehören die Darstellungen auf den Schildbögen an der Nordseite des Hauptschiffes. Dort ist im ersten Langhausjoch ein Jüngstes Gericht von 1884 zu sehen, im zweiten Langhausjoch ein Votivbild von Alexander von Egen aus der Zeit um 1530. Das Votivbild ist in drei Register geteilt: das obere zeigt den Stifter vor einer Schutzmantelmadonna kniend, im mittleren ist die Verkündigung an Maria und im unteren die heilige Katharina von Alexandrien mit einem Engel dargestellt.
An der durch die Orgel verdeckten Westwand des Hauptschiffes soll sich eine großformatige Darstellung des heiligen. Christophorus befinden.

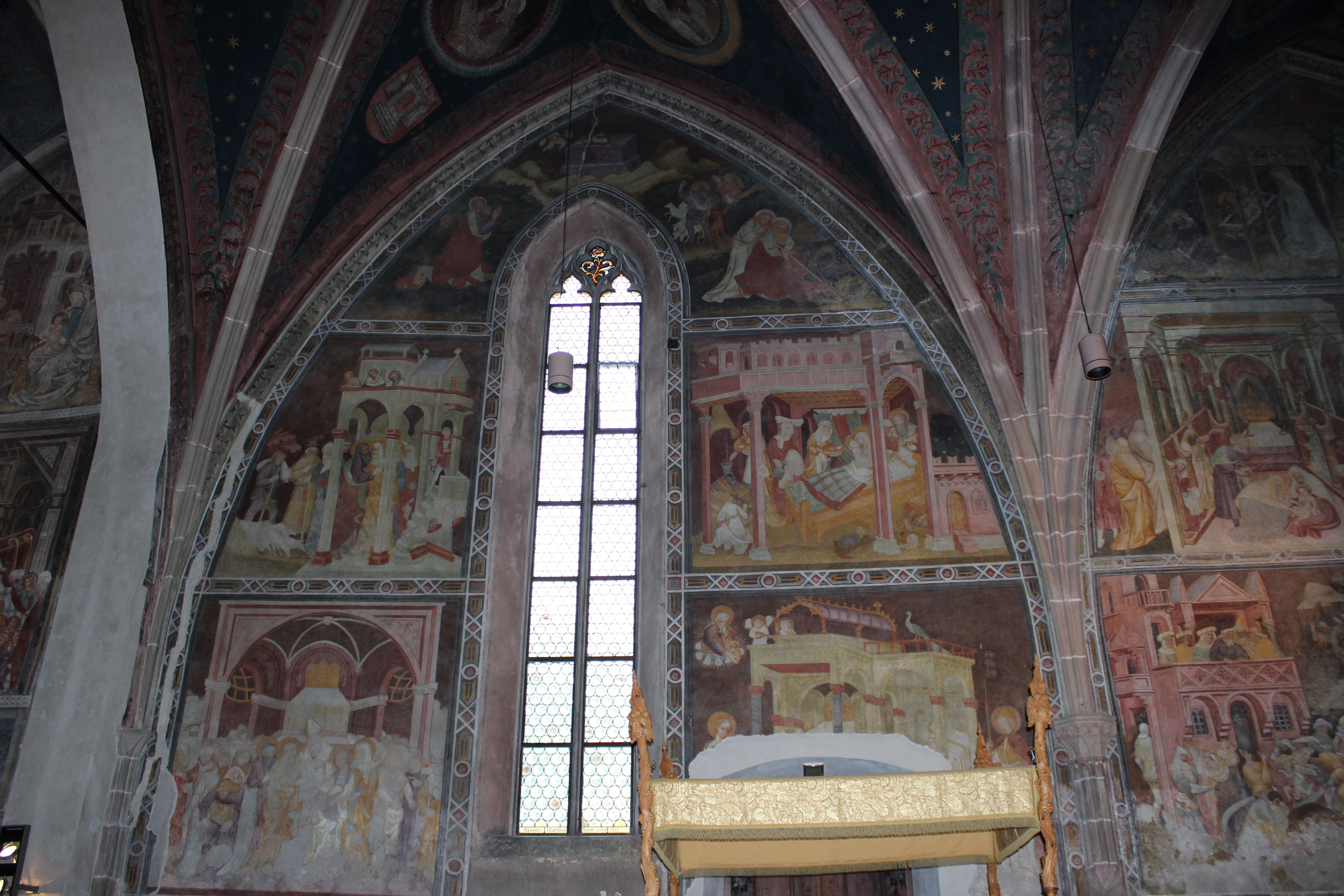
Zyklus der Kindheit Mariens
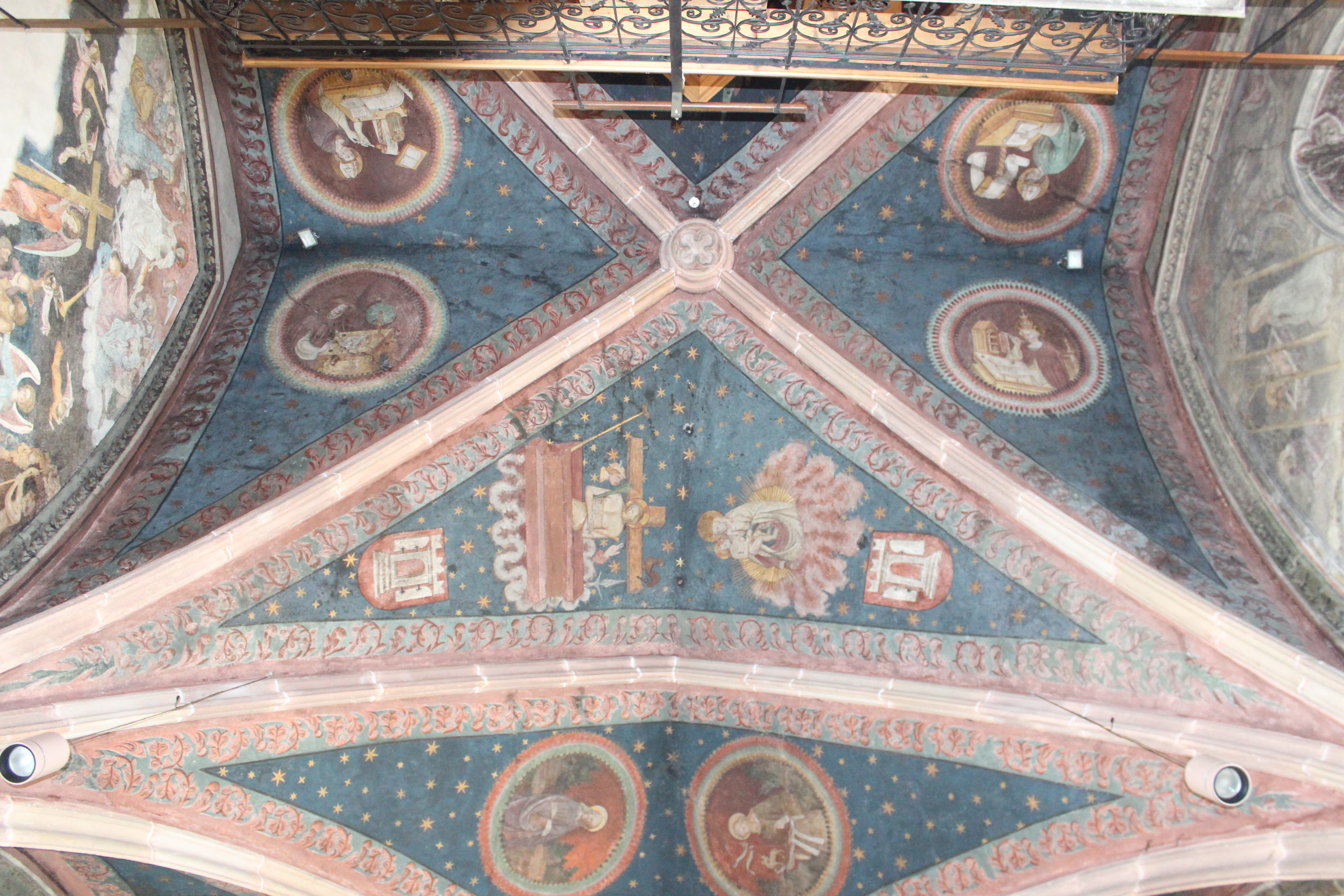
Fresken im Gewölbe vom ersten Hauptschiffjoch
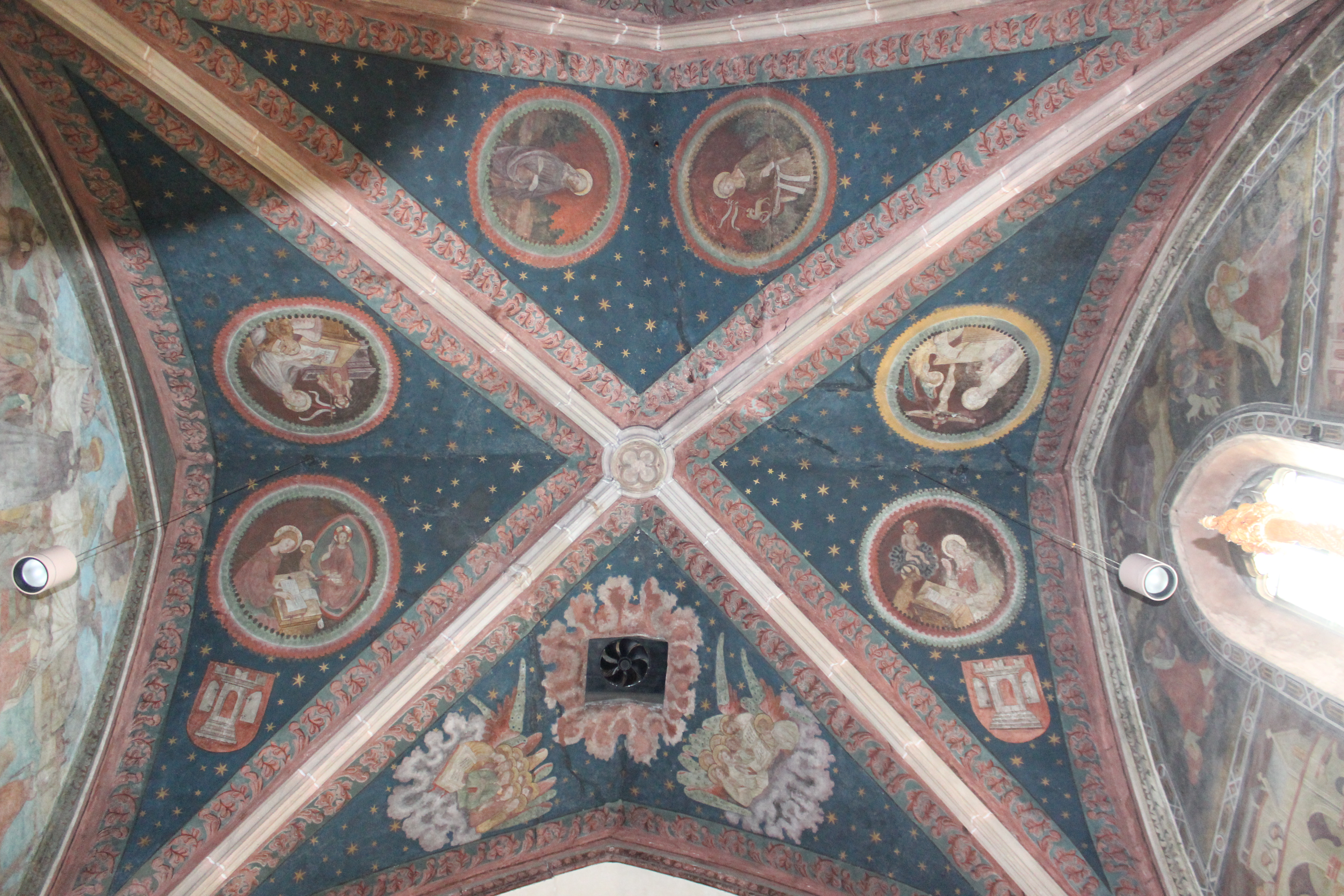
Fresken im Gewölbe vom zweiten Hauptschiffjoch
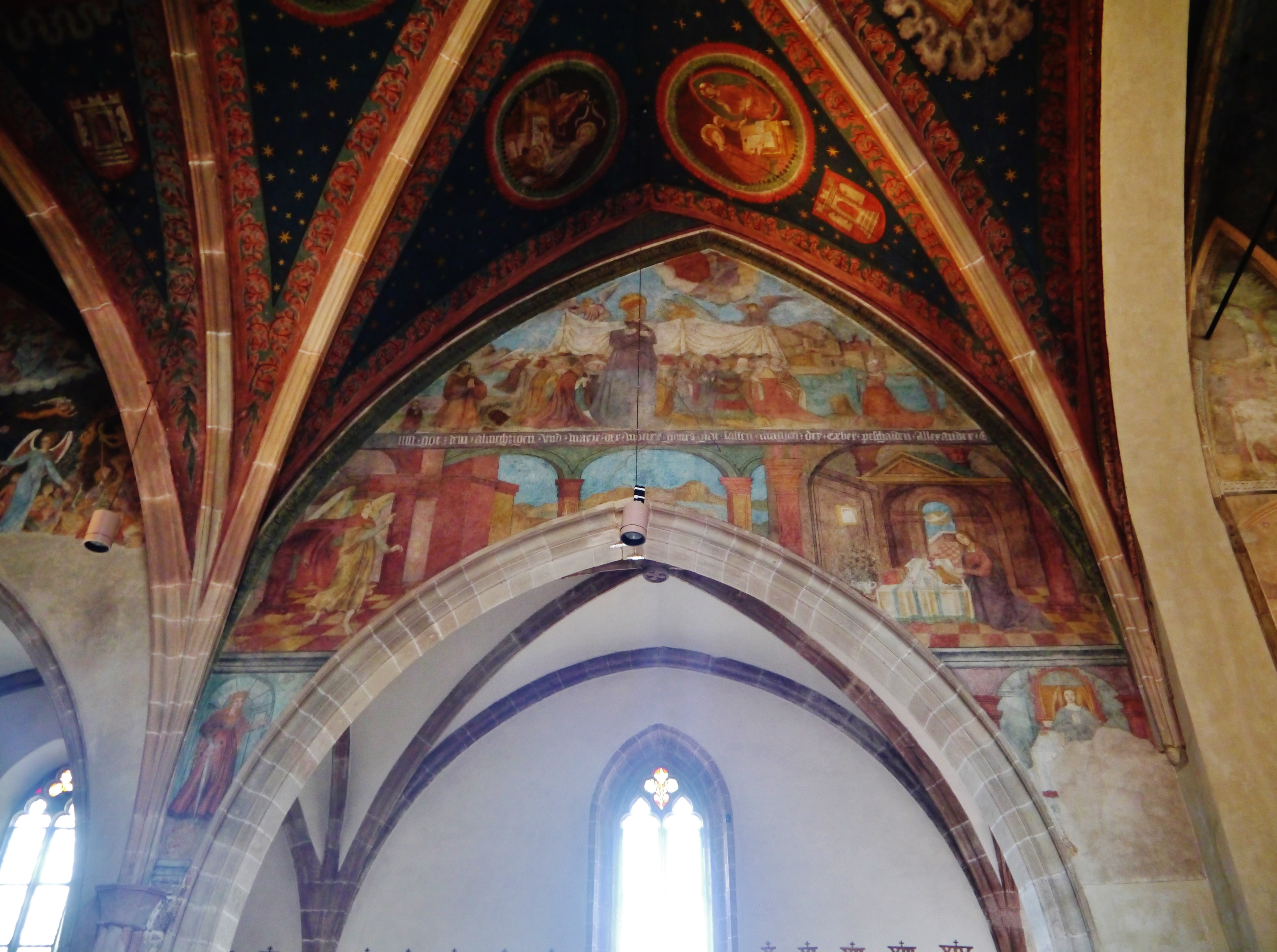
Votivbild des Alexander von Egen

#### Seitenkapelle

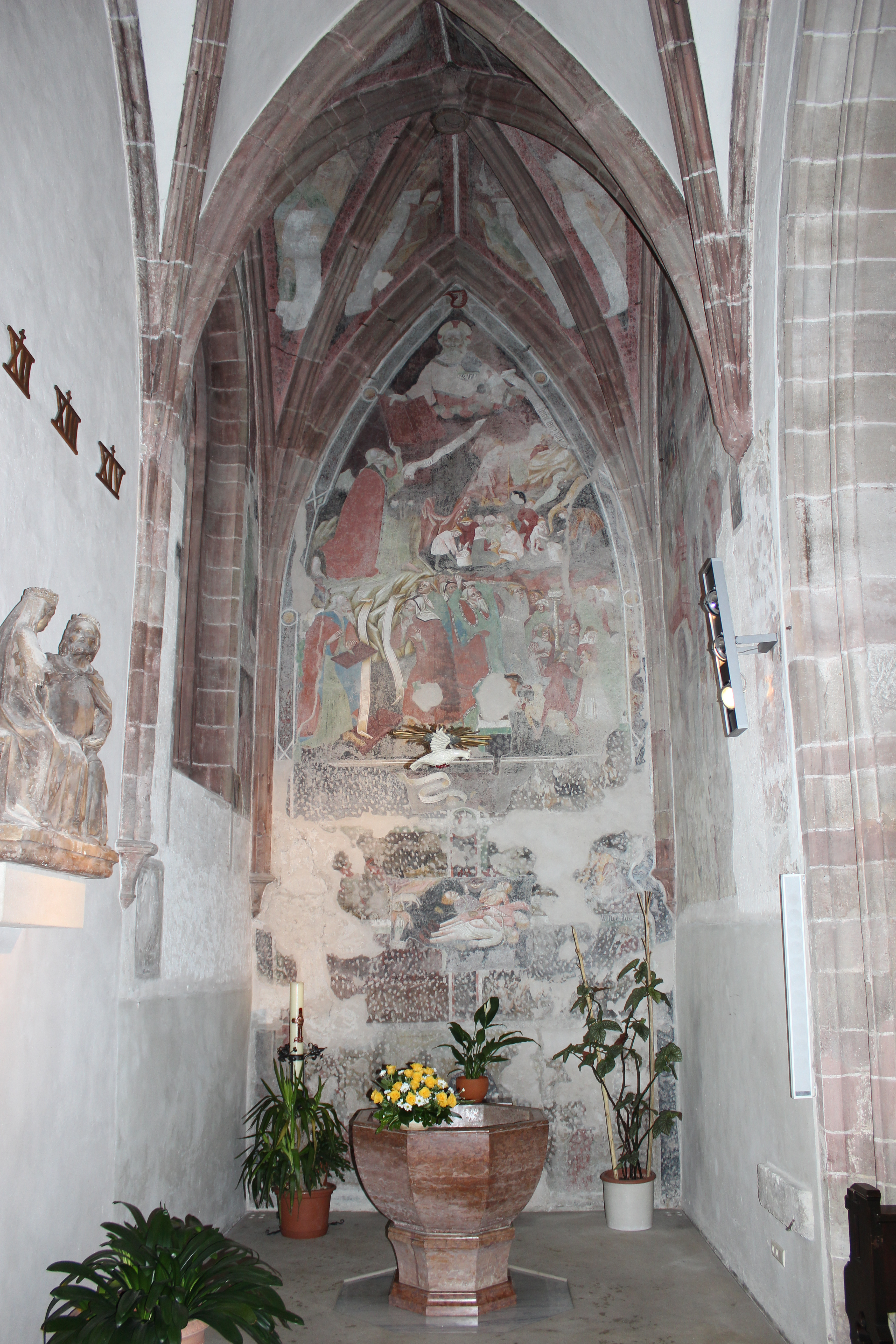
Blick in die durch das Seitenschiff in die Kapelle

An der Ostwand der Seitenkapelle sind zwei Malschichten angebracht: Die ältere ist vor allem im unteren Bereich der Wand zu sehen und stammt aus dem 14. Jahrhundert. Da ihre Oberfläche zur Anbringung der neueren Malereien aufgeraut werden musste, sind die Bilder nur noch schwer zu identifizieren. Die neuere Schicht stammt aus der Zeit um 1410/20 und hat sich ebenfalls nur noch fragmentarisch bewahrt. Gut erhalten ist das Fresko im oberen Bereich der Wand. Es zeigt Szenen aus dem zweiten Buch Mose. So ist dargestellt, wie Moses von Gottvater die Gesetzestafeln mit den zehn Geboten erhält; rechts von Moses ist der Mannaregen und darunter die Verehrung des goldenen Kalbes zu sehen, woraufhin Moses die Gesetzestafeln zerstört. Im unteren, zum Großteil zerstörten Bereich dieser Malschicht waren wohl die zehn Plagen dargestellt; allein die Darstellung von an der Pest Verstorbenen ist noch zu erkennen.
Aus der Zeit der zweiten Ausmalung stammen auch die Darstellungen von mehreren Heiligen an der Nordwand und die Legende des hl. Alexius an der Südwand und der Kapelle.

### Weitere Ausstattung
Im Chorraum haben sich Teile der mittelalterlichen Ausstattung erhalten. So befindet sich in der Nordwand eine gotische Sessionsnische mit spitzbogigem Abschluss und an der nordöstlichen Wand des Chorpolygons ein kleines Sakramentshaus. Bei einer Renovierung des Innenraumes im Jahr 1967 wurde der neugotische Hochaltar entfernt und durch einen schlichten Volksaltar ersetzt. Dadurch war die Pfarrkirche von Terlan die erste Kirche in Südtirol, die den liturgischen Neuerungen des Zweiten Vatikanischen Konzils entsprach. Im Zuge der Renovierung kam auch ein neuer Ambo in die Kirche und die Sakramentsnische wird seither wieder zur Aufbewahrung des Allerheiligsten verwendet.
Die Fenster im Altarraum wurden 1913 von Rudolf Stolz entworfen und in der Tiroler Glasmalerei und Mosaik Anstalt angefertigt. Sie zeigen die Himmelfahrt Mariens umgeben von den hll. Johannes dem Täufer, Joseph von Nazareth (beide links) und Joachim mit Anna (rechts).
In der Seitenkapelle ist heute der Taufstein aufgestellt. Er wurde im 16. Jahrhundert aus rotem Marmor geschaffen, der aus der Gegend von Trient stammt.
Unter der Orgelempore ist eine Pietà aufgestellt, die ebenfalls im 16. Jahrhundert entstand und sich seit dieser Zeit größerer Verehrung erfreut.
An der Nordwand des Seitenschiffes sind mehrere mittelalterliche und frühneuzeitliche Grabsteine aufgestellt, sie sind dem Geistlichen Heinrich († 1367), Sigismund von Niedertor († 1412), Georg Schenk († 1432), Georg Hafner († 1630) und Anna Barbara Burger († 1691) gewidmet.

### Orgel

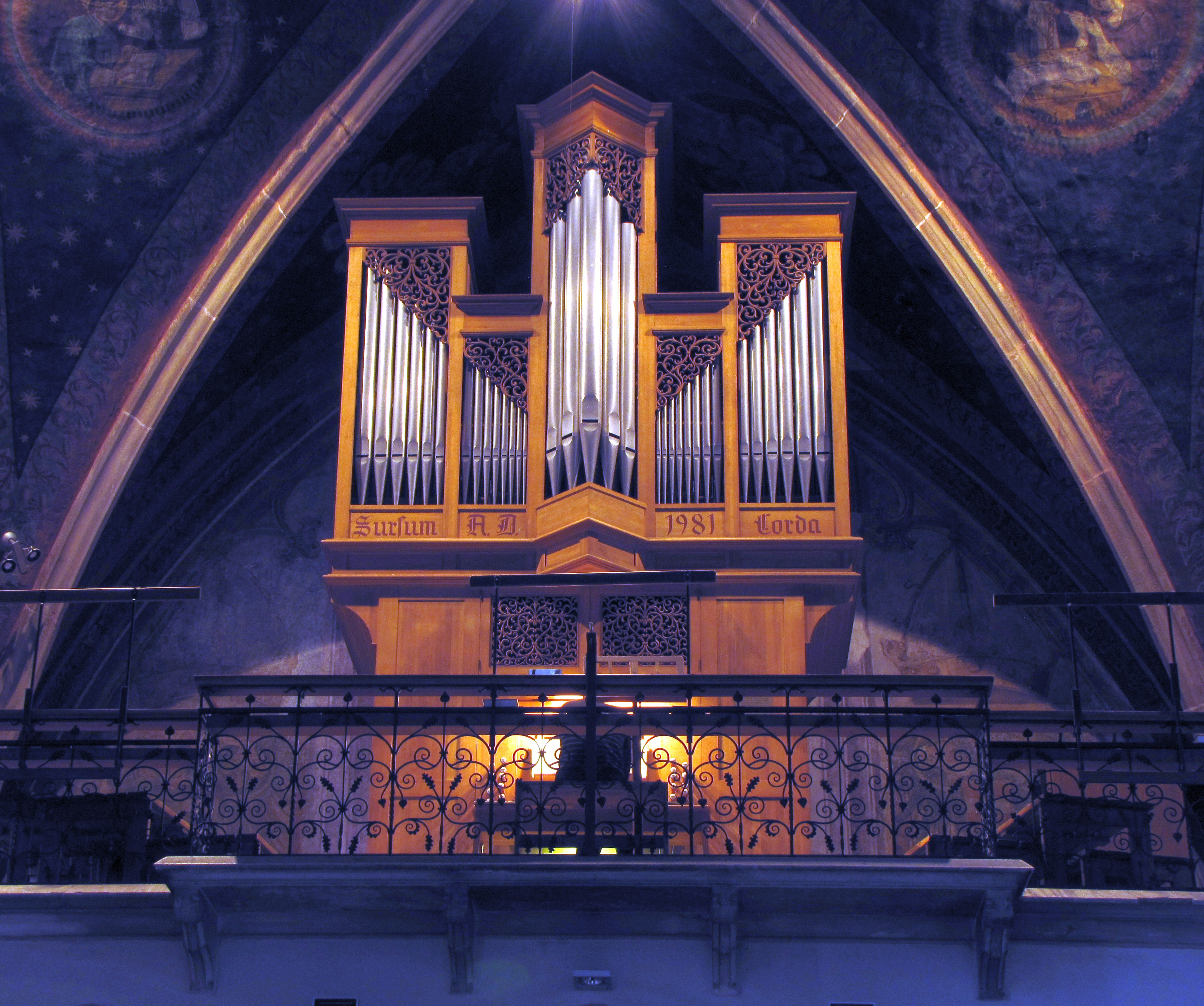
Westwand des Hauptschiffes mit der Orgel

Die Orgel der Pfarrkirche steht auf einer in das erste Joch des Hauptschiffes hineingebauten neugotischen Empore aus dem 19. Jahrhundert, die über eine Treppe im Seitenschiff aus betreten werden kann. Die erste beurkundete Orgel in Terlan wurde 1697 von Kaspar Trampler errichtet. 1857 wurde diese durch ein neueres Instrument von Josef Sies ersetzt. Die heutige Orgel stammt aus dem Jahr 1981 und wurde vom Orgelbaumeister Johann Pirchner aus Steinach am Brenner erbaut. Sie besitzt 18 Register auf zwei Manualen und Pedal.

## Trivia
Der Kronprinz und spätere deutsche Kaiser Friedrich III. schätzte die Terlaner Pfarrkirche von seinem Kuraufenthalt und ließ die Dorfkirche Geltow am Rande der brandenburgischen Havelseen nach ihrem Vorbild entwerfen.